# Луїза Юліана Оранська
Луїза Юліана Оранська (нід. Louise Juliana van Oranje), також Луїза Юліана Орансько-Нассауська (нід. Louise Juliana van Oranje-Nassau, нім. Luise Juliana von Oranien-Nassau, 31 березня 1576 — 15 березня 1644) — принцеса Оранська, графиня Нассауська, донька штатгальтера Нідерландів Вільгельма I Мовчазного та французької принцеси Шарлотти де Бурбон-Монпансьє, дружина курфюрста Пфальцу Фрідріха IV, матір «Зимового короля» Богемії Фрідріха I(V). Останні роки життя провела у Кенігсберзі.

## Біографія

### Ранні роки
З'явилась на світ 31 березня 1576 року у Делфті. Була первістком в родині штатгальтера Голландії, Зеландії та Утрехту Вільгельма I Мовчазного та його третьої дружини Шарлотти де Бурбон-Монпансьє, народившись за дев'ять місяців після їхнього весілля. Стала першим членом Оранської династії, народженим у Нідерландах. Отримала ім'я на честь діда з материнського боку та бабусі — з батьківського. Мала п'ятьох рідних молодших сестер та п'ятьох старших єдинокровних сиблінгів від попередніх союзів Вільгельма І. Дівчаткам було призначено ренту з різних штатів у розмірі від двох до трьох тисяч фунтів. Від 1577 року сімейство, в основному, мешкало в Антверпені.

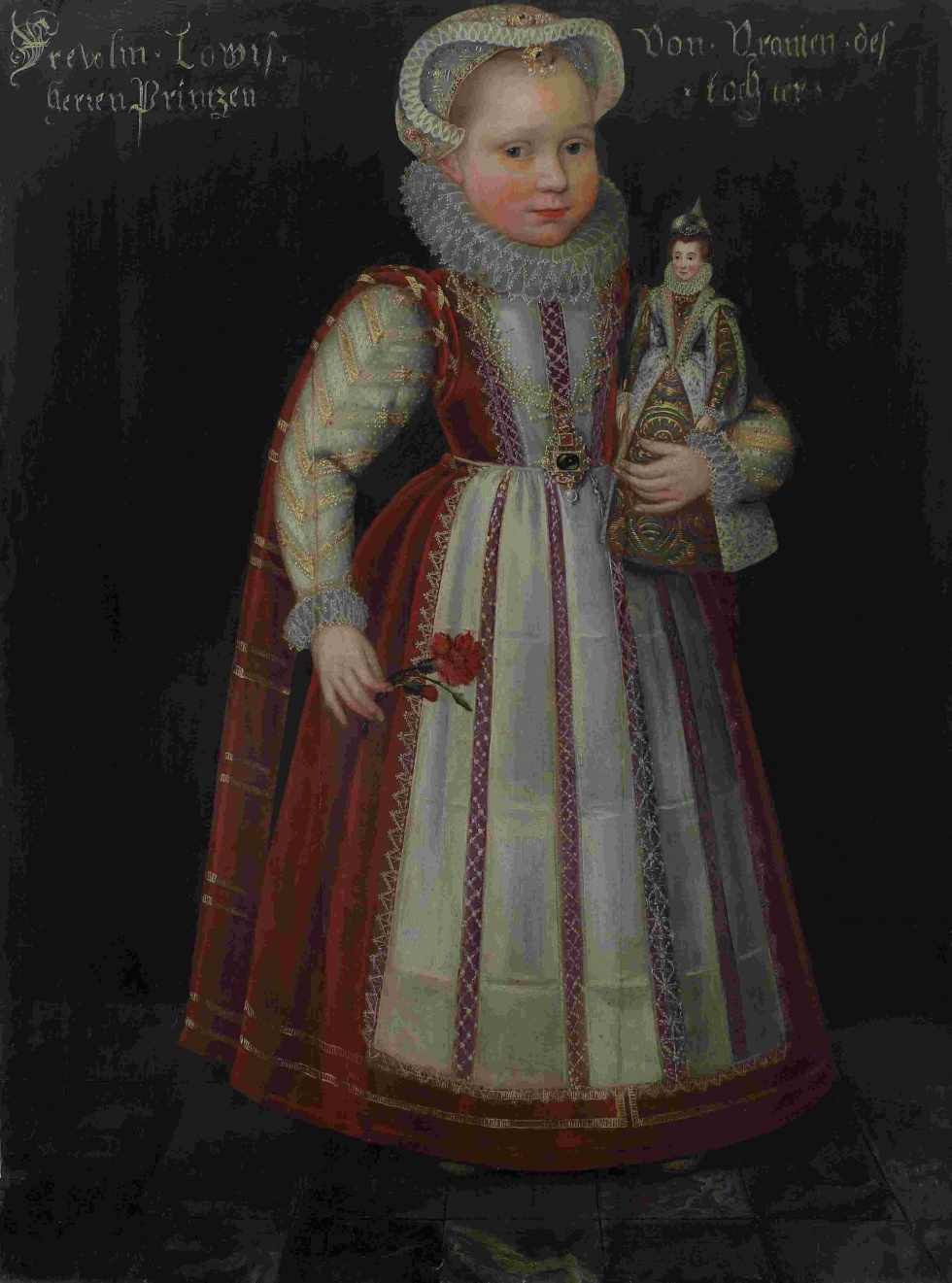
Портрет Луїзи Юліани пензля Даниеля ван ден Кеборна, близько 1582 року, музей Зігерланда, Верхній замок Зігену

Подружнє життя батьків було щасливим, що сприяло популярності штатгальтера. Їхній шлюб був укладений через кохання. Матір була відомою як добра, благочесна, безкорислива та побожна жінка, яка у всьому підтримувала свого чоловіка, у тому числі в його революційній діяльності. Після замаху на Вільгельма у березні 1582 року вона віддано доглядала його до виснаження власних сил. У травні того ж року померла від пневмонії, в той час як її чоловік видужав після поранення. Луїзі Юліані в той час було 6 років. Про неї та менших сестер турбувалася єдинокровна сестра Марія.
Наступної весни батько узяв четвертий шлюб із Луїзою де Коліньї, з якою мав сина Фредеріка Гендріка. Мачуху змальовували як красиву, розумну, набожну та миролюбну жінку, яка добре ставилася до дітей. У липні 1584 року Вільгельм Оранський загинув у результаті чергового замаху.
Луїза Юліана та троє її менших сестер перейшли під опіку мачухи. Дівчинка, побоюючись за своє майбутнє, написала два листи своєму дядьку Йоганну VI Нассауському з проханням захистити її та сестер і зробити можливим їхнє виховання у протестантській вірі.
Перший час сімейство залишалось у Дворі Принца в Делфті. У 1585 році переїхали до Будинку Принца (нід. Prinsenhuis) у Вліссінгені, який в той час належав Англії. Велика будівля із прилеглим до неї садом займала значну територію. У 1587 році родина пребралася до колишнього абатства Богоматері у Мідделбурзі, де й залишалася до 1591 року, мешкаючи в гостьовому домі. У серпні 1591 року переїхали до Гааги. Протягом всього часу фінансове становище сім'ї було скрутним, і Луїзі де Коліньї доводилося неодноразово звертатися за підтримкою до Генеральних Штатів. У 1589 році Луїзі Юліані та її молодшій сестрі Єлизаветі збори Штатів надали одноразову допомогу у розмірі трьох тисяч гульденів. Щорічна грошова допомога не виплачувалася до 1592 року. Зрештою, щорічні виплати у розмірі п'ятнадцяти тисяч гульденів, з яких п'ять тисяч призначалися для принцес, були призначені за умови проживання родини в Гаазі.
Єдинокровний брат Луїзи Юліани Моріц Оранський у 1585 році став штатгальтером Голландії, Зеландії та Західної Фрисландії, а у 1590 — Гелдерланда, Оверейсела й Утрехта, а також єдиноосібним головнокомандувачем збройними силами республіки. Успіхи брата сприяли тому, що оранські принцеси стали вважатися престижними нареченими серед протестантських князів. Завдяки посередництву дядька Йоганна, був влаштований шлюб Луїзи Юліани із курфюрстом Пфальцу.

### Шлюбне життя

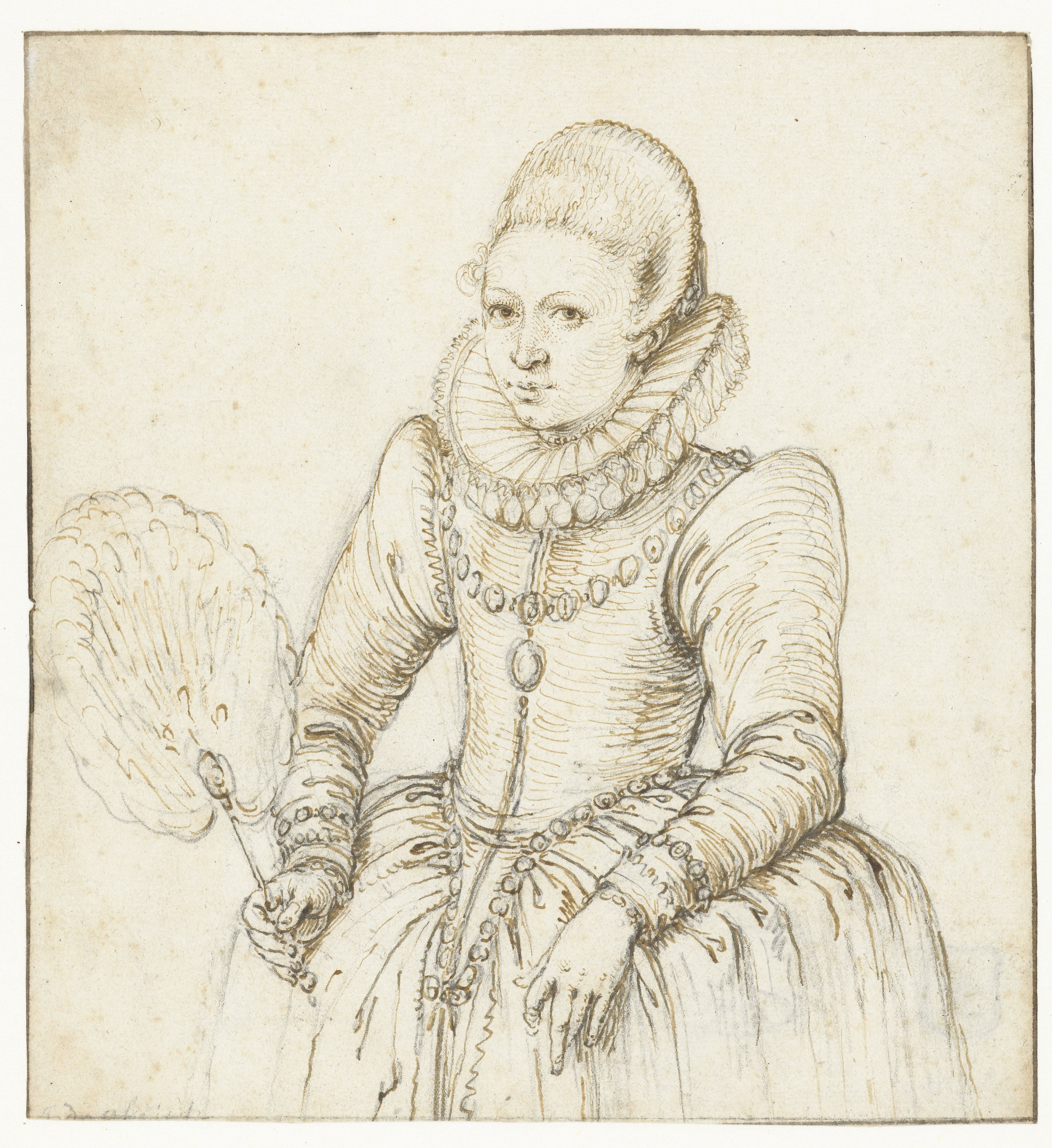
Ймовірне зображення Луїзи Юліани на гравюрі Я. де Гейна

У 17-річному віці принцеса стала дружиною 19-річного курфюрста Пфальцу Фрідріха IV. До вінчання молоді люди не бачилися. Пишне весілля пройшло 13 або 23 червня 1593 року в Ділленбурзі. Голландія та Зеландія надали нареченій по двадцять тисяч гульденів, французький король Генріх IV презентував їй сто тисяч ліврів. До нової батьківщини разом із Луїзою Юліаною виїхала її найменша сестра Емілія Антверпіана.
Молодята оселилися у міському замку Гайдельбергу, який був столицею Пфальца. Двір відзначався великими розкошами, що контрастувало зі скромною юністю курфюрстіни. Завдяки університету Гайдельберг був важливим центром науки та кальвіністської теології, місто називали «німецькою Женевою». Втім, Фрідріх IV не цікавився теологією чи державними справами та передав управління країною радникам. Хоча він був доброзичливою та привітною людиною, разом з тим полюбляв хвалитися своїм багатством і пиячити з друзями під час полювання, так що дружина не знала, коли і в якому стані він повернеться додому. Благочестива Луїза Юліана ніколи не скаржилася й присвятила себе родині. Її заклики до поміркованості виявилися безуспішними. Критика Гайдельберзької консисторії та Йоганна Нассау-Ділленбурзького також не мали ніякого ефекту на поведінку її чоловіка, звинувачуваного у марнотратстві. Курфюрста вважали люб'язним придворним, однак ніяк не гарним правителем.
Шлюб, однак, був доволі щасливим. У подружжя народилося восьмеро дітей. Луїза Юліана, яка після смерті батька стала керуючою справами родини, між іншим, просила короля Генріха IV не зносити замок Монфор у Бургіндії і видала 30 вересня 1597 року довіреність своєму координатору у Франції Тендорфу на спробу зупинити знесення замку та приведення до ладу своїх справ у Бургундії. 29 червня 1604 року французький монарх надіслав її лист-патент із задоволенням прохання та відновленням усіх прав баронства де Монфор.
Фрідріха в досить ранньому віці (найпізніше у 1603 році) вразила подагра, що зробило нижню частину його тіла закляклою та слабкою. Стан курфюрста погіршувався його способом життя. Ймовірно, через обстановку двору Луїза Юліана у 1604 році відправила їхнього старшого сина на виховання до своєї сестри Єлизавети, одруженої з герцогом Бульонським, яка мешкала у Седані.
У вересні 1610 року Фрідріх IV помер. Регентом при їхньому синові став пфальцграф Цвайбрюкену Йоганн II, який, після закінчення опікунства, одружився зі старшою сестрою свого підопічного, Луїзою Юліаною.

### Вдівство

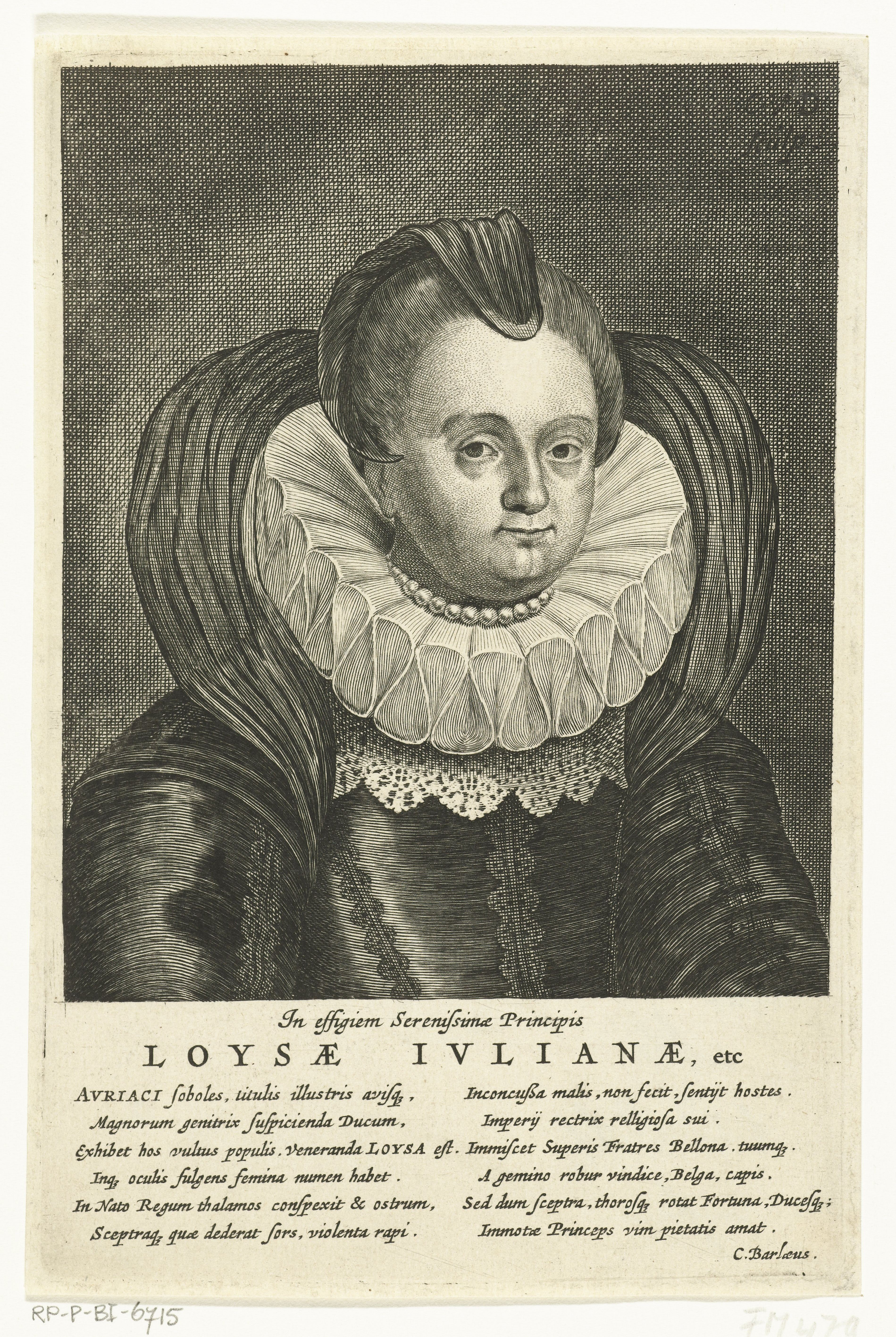
Луїза Юліана на гравюрі, між 1612 та 1665 роками

Курфюрстіна в період регентства виступала радником Йоганна ІІ. Мала велику мережу контактів з родичами-кальвіністами та членами сім'ї. Регулярно листувалася з сестрами та мачухою з політичних і сімейних питань. Успішно просувала династичні інтереси свого будинку шляхом шлюбної дипломатії. Щоб формально зміцнити становище старшого сина, обрала як наречену для нього англійську принцесу Єлизавету Стюарт. Статус Фрідріха був значно нижчим, ніж у доньки короля, і саме завдяки дипломатичному хисту курфюрстіни Стюарти погодилися з його кандидатурою. Луїза Юліана висловлювала задоволення шлюбом у листі до своєї сестри Брабантіни. Також намагалася знайти, хоча і не завжди успішно, відповідних шлюбних партнерів для своїх сестер і зведеного брата Фредеріка Гендріка.
Після того, як Фрідріх V вступив на посаду курфюрста Пфальца у 1614 році, оселилася в своїй удовиній резиденції в Кайзерслаутерні. Коли у 1618 році бунтівні протестанти Богемії після смерті імператора Матвія Габсбурга запропонували її синові королівську корону, Луїза Юліана чинила опір. Побоюючись релігійної війни, вона закликала сина відмовитися від пропозиції. У цьому питанні вона зіткнулася зі своїм єдинокровним братом Моріцом, який обіцяв правителю Пфальца всіляку підтримку, якщо той прийме корону Богемії. Син наслідував пораді дядька, і побоювання Луїзи Юліани швидко виправдалися. Володарювання Фрідріха тривало одну зиму, через що він увійшов до історії як «Зимовий король». Протестантський союз та можновладний тесть відмовилися підтримати його, і правління курфюрста скінчилося із битвою на Білій Горі у листопаді 1620 року. Фрідріх утік до Бреслау, звідки перебрався до Гааги.
Після від'їзда сина до Праги Луїза Юліана повернулася до Гайдельбергу, де у жовтні 1620 року губернатором знову став Йоганн Цвайбрюкенський. Втім, пфальцграф скептично ставився до нового призначення й повернувся до своєї країни у вересні наступного року, намагаючись дотримуватись нейтралітета у католицько-протестантській війні. Восени 1622 року Курпфальц був захоплений іспано-імперськими військами. Курфюрстіна із онуками Карлом Людвігом та Єлизаветою втекла до молодшої доньки в Берлін. Діти залишалися з нею до 1628 року. У 1629 році у озері Гарлемермер потонув її старший онук Генріх Фрідріх, а у 1632 — помер від чуми і син Фрідріх.

У 1638 році Луїза Юліана разом із бранденбурзьким двором переїхала до більш безпечного Кенінгсбергу у Східній Пруссії. Мешкала у Кенігсберзькому замку. Померла 15 березня 1644 року після нетривалої хвороби. Була похована у князівській крипті Кенігсберзького собору. Придворний капелан і біограф Фрідріх Шпангейм писав, що вона померла, як і жила: хороброю та шанованою всіма. За його спогадами: 
|  | «Сучасники зараховують її до видатних жінок історії... її двір був церквою, її життя — прикладом справедливості». |

За чотири роки Вестфальський мир повернув Пфальц її онуку Карлу Людвігу.

## Родина

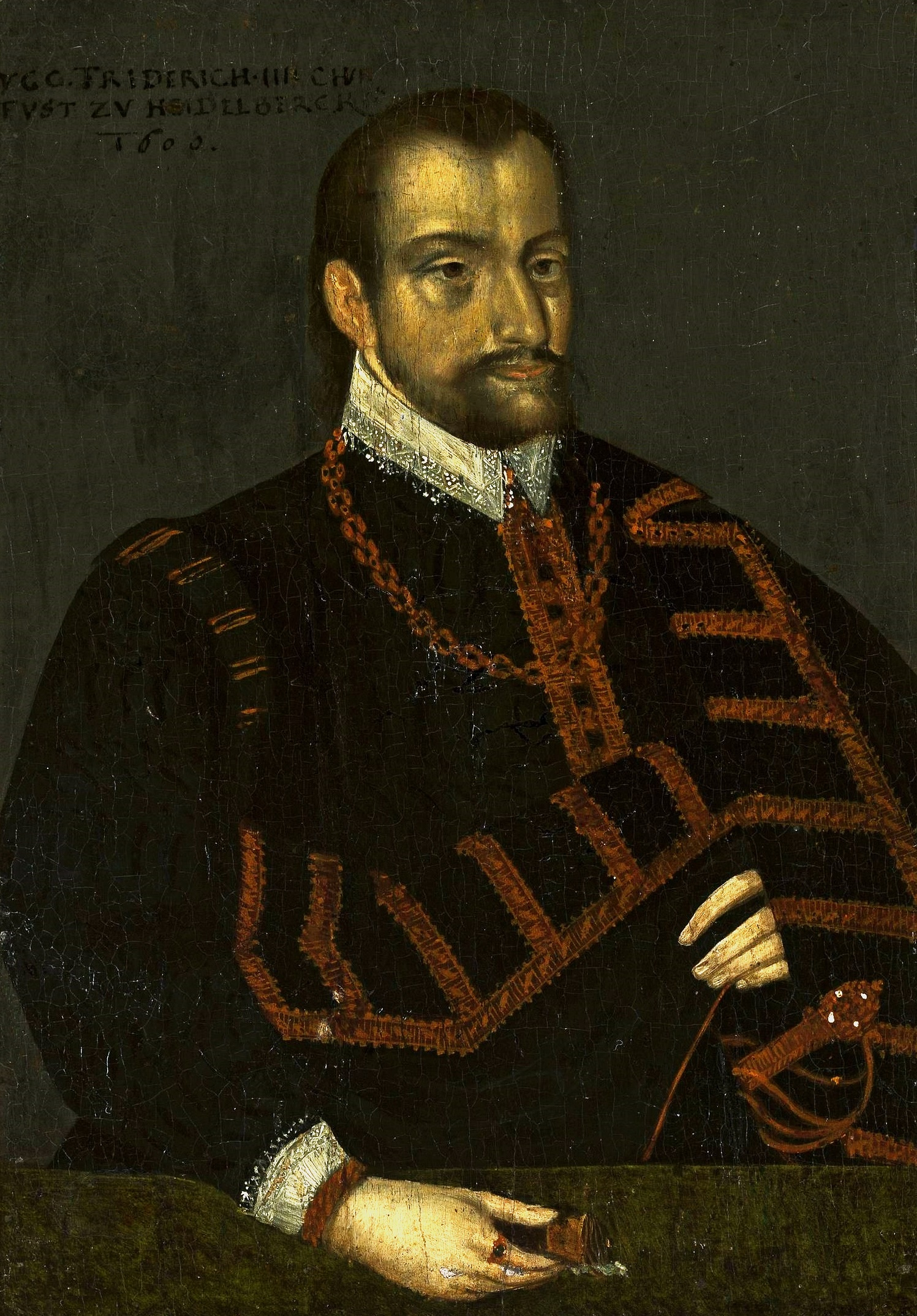
Портрет Фрідріха IV пензля невідомого майстра, 1600, Національний музей у Варшаві

Чоловік — Фрідріх IV, курфюрст Пфальцький
Діти:
- Луїза Юліана (1594—1640) — дружина герцога та пфальцграфа Пфальц-Цвайбрюкену Йоганна II, мала семеро дітей;
- Катерина Софія (1595—1626) — одружена не була, дітей не мала;
- Фрідріх (1596—1632) — курфюрст Пфальцу у 1610—1623 роках, «Зимовий король» Богемії у 1619—1620 роках, був одружений з англійською принцесою Єлизаветою Стюарт, мав тринадцятеро дітей;
- Єлизавета Шарлотта (1597—1660) — дружина герцога Пруссії та маркграфа Бранденбургу Георга Вільгельма, мала четверо дітей;
- Анна Елеонора (1599—1600) — прожила півтора роки;
- Людвіг Вільгельм (5 серпня—10 жовтня 1600) — прожив 2 місяці;
- Моріц Крістіан (1601—1605) — прожив 3 роки;
- Людвіг Філіп (1602—1655) — був одружений з бранденбурзькою принцесою Марією Елеонорою, мав семеро дітей, які не залишили нащадків.